# 田登 (常州州官)
田登，是宋代常州州官，要他人避諱與他名同音的字，觸犯者有侮辱地方長官的罪得榜笞。有一年上元節放花燈，放燈之前照例由地方官府貼出告示公文，但由於忌諱「燈」和「登」的同音，只好把「燈」稱為「火」，最後告示上寫成：「本州依例放火三日。」
事後，人人都挖苦說：「只許州官放火，不許百姓點燈。」後來這兩句話就成為了成語，諷刺雙重標準，在上位者任意亂做，而限制在下位者的自由。